# 윤진 (1946년)
윤진(尹震, 1946년 10월 23일 ~ , 경상북도 의성군)은 대한민국의 공무원 출신 정치인이다. 제19·20대 대구 서구청장을 역임했으나 2008년 1월 18일에 공직선거법을 위반한 대구 서구 한나라당 당원 12명의 과태료를 대납한 혐의로 대구구치소에 수감되어 있던 도중에 법원으로부터 징역 10개월, 집행유예 2년을 선고받음에 따라 구청장직을 상실했다.

## 학력
- 고등학교 검정고시
- 계명대학교 경영학과 학사
- 경북대학교 행정대학원 행정학 석사
- 계명대학교 대학원 행정학 박사과정

## 경력
- 주식회사 흥진 회장
- 타이뻬이 태권도 한국주재단장
- 1986년 ~ 1990년 : 한국B.B.S 대구시연맹 서부지부장
- 대구광역시 낙동강환경연구소 자문위원
- 제1대 2대 대구광역시 서구의회 의장
- 한나라당 대구서구지구당 수석 부위원장
- 평화통일 정책자문회의 서구 부회장
- 1997년 ~ 2002년 : 대구광역시 서구재향군인회 회장
- 1999년 ~  : 국제라이온스 대구시봉사위원장
- 2002.07.01 ~ 2008.01.18 : 제19,20대 대구 서구청장(2선, 한나라당)

## 수상
- 국민훈장 석류장

## 역대 선거 결과
|  | 0% |

|  | 0% |

|  | 43.13% |

|  | 56.92% |